# Den Preussiske Syvårskrig
 Der er for få eller ingen kildehenvisninger i denne artikel, hvilket er et problem. Du kan hjælpe ved at angive troværdige kilder til de påstande, som fremføres i artiklen.

Den Preussiske Syvårskrig eller Syvårskrigen (1756–1763) blev udkæmpet i 1754 og 1756–1763 mellem Storbritannien, Preussen og Hannover på den ene side og Frankrig, Østrig, Rusland, Sverige og Sachsen på den anden. Spanien og Portugal blev senere trukket ind i konflikten, mens en styrke fra det neutrale Nederland blev angrebet i Indien.
Den nordamerikanske del af krigen er i USA kendt som franske og indianske krig, hvor mange indianere sluttede sig til franskmændene. Denne konflikt varede i ni år. 

## Krigens baggrund
Syvårskrigen kan både ses som del af den langvarige konflikt mellem Frankrig og Storbritannien, der prægede 18. århundrede, og som en fortsættelse af den Østrigske Arvefølgekrig. Preussen havde under Frederik 2.’s ledelse da fået kontrol over den rige provins Schlesien. Kejserinde Maria Theresia af Østrig havde gået ind på fredsaftalen, der afsluttede den krig, men kun for at kunne opbygge sine militære styrker igen og danne nye alliancer, for at kunne generobre det tabte.[kilde mangler]
Det politiske europakort blev efter den Østrigske Arvefølgekrig vendt op og ned i løbet af få år. De gamle fjender Frankrig, Østrig og Rusland var blevet forenet mod Preussen, som havde Storbritannien som eneste beskytter. Årsagen til, at Storbritannien havde interesser i konflikten, var båndet til Fyrstendømmet Hannover, som var arverige til det styrende britiske fyrstehus. Briterne følte, at Hannover blev truet af Frankrig og havde dermed fælles sag med Preussen. Samtidig foregik der et kapløb om kolonier mellem Storbritannien og Frankrig, som styrkede fjendskabet mellem dem. De to lande komplementerede dog hinanden i denne alliance; Den britiske flåde var den stærkeste i Europa, mens Preussen havde de stærkeste landstyrker på kontinentet. Alliancen med Preussen førte også til, at briterne kunne fokusere deres landstyrker på kolonierne, eftersom Preussen i stor grad kunne klare sig alene med hensyn til landkrigsførelse.
Den østrigske hær var blevet moderniseret efter preussisk model. Maria Theresia havde selv stor kundskab om militære affærer og havde presset moderniseringen igennem. På grund af hendes omsorg for almindelige soldater havde hun også stor støtte blandt styrkerne.

## Krigsudbruddet
Kampene mellem Storbritannien og Frankrig var allerede begyndt i Ohio i 1754, men først efter to år udbrød krigen i Europa, hvor Storbritannien officielt erklærede krig mod Frankrig 15. maj 1756. Frederik den Store bestemte sig til at slå først mod den alliance, han stod ovenfor og krydsede derfor grænsen til Sachsen den 29. august 1756. Som resultat af den såkaldte Diplomatiske revolution, var de traditionelle fjender, det habsburgske Østrig og bourbonernes Frankrig på dette tidspunkt allieret. Den antipreussiske koalition kom efterhånden til også at omfatte Rusland, Sachsen og Sverige. Og grunden til Frederik 2:’s offensiv var derfor at flere af Preussens nabolande efterhånden var begyndt at konspirere sammen.

## Krigen

### Forløb
Den britiske støtte til sine tyske allierede var begrænset til økonomisk bistand, og Preussen måtte derfor kæmpe alene mod en koalition af lande, hvis samlede indbyggertal var ca. 20 gange større. Preussens styrker var altså undertallige, men ikke underlegne. Voltaire beskrev landet på denne måde: Hvor nogle lande har en hær, så har den preussiske hær et land. Frederik 2. fulgte en taktik i alle de slag han deltog, som han kaldte den indre linje, som betød offensivt gennemførte tilintetgørelsesslag, der en af gangen skal sætte modstanderne ud af spillet.
Han havde i en række slag heldet med sig, men kunne i længden ikke forhindre at modstanderne fik samlet deres styrker før slaget ved Kunersdorf, hvor hans hær næsten blev udslettet. På trods af at Preussen flere gange blev invaderet af fjendtlige hære holdt Frederik sit land inde i krigen, og i 1761 skete det der siden er blevet kaldt Miraklet i huset Brandenburg[kilde mangler]; da zarinaen Elisabeth af Rusland pludselig døde, trak hendes efterfølger Peter 3. sit land ud af krigen. Desuden kunne den resterende del af koalitionen ikke udnytte deres sejre pga. interne uenigheder, og krigen fortsatte derfor med vekslende held. De økonomiske byrder begyndte samtidigt at tære på alle parter, briterne afbrød deres subsidier til Preussen i 1761, mens statsgælden i Østrig steg dramatisk. Efter Rusland trådte ud af krigen i 1762 måtte også Frankrig og Sverige give op pga. økonomisk udmattelse. Østrig var derfor nødt til at indlede fredsforhandlinger med Preussen.

### Kampene
Da kampene startede var hverken den sachsiske eller den østrigske hær forberedt. I slaget ved Lobositz hindrede Frederik en isoleret sachsisk armé i at få hjælp fra en østrigsk armé under general von Browne. Men det lykkedes sachserne at forsinke preusserne.
I foråret 1757 tog Frederik igen initiativet ved at marchere mod Prag. Efter slaget ved Prag belejrede preusserne byen, men måtte opgive belejringen efter Frederiks første nederlag i slaget ved Kolin. 
Østrigerne var nu klar til at angribe preussiske områder, og da en fransk armé under Soubise nærmede sig fra vest, var preusserne i en presset situation. Det besvarede Frederik med en manøvre som Napoleon senere kaldte "et mesterværk af manøvrering og gåpåmod". I slaget ved Rossbach knuste han den franske armé, og i slaget ved Leuthen den østrigske. Dermed havde Frederik igen vist sig som en af Europas førende hærførere.
I foråret 1758 invaderede Frederik Østrig, men det lykkedes ikke at vinde større sejre. I vest gik det bedre, da hans tropper slog franskmændene i både slaget ved Heinberg og slaget ved Krefeld. I øst stod slaget ved Zorndorf i Preussen, hvor Frederiks 35.000 soldater kæmpede mod 43.000 russere under grev Femor. Slaget endte uden nogen klar sejr. 25. september 1758 stod slaget ved Tornow, som heller ikke blev klart afgjort, hvor en svensk hær slog seks preussiske angreb tilbage. 14. oktober samme år overraskede østrigerne den preussiske hovedstyrke i slaget ved Hochkirch. Frederik mistede store dele af sit artilleri, men det lykkedes ham at gennemføre en velordnet tilbagetrækning.
I 1759 fulgte flere alvorlige nederlag for preusserne. I slaget ved Kay, også kaldt slaget ved Paltzig, slog grev Saltikov med 70.000 russiske soldater 26.000 preussere under general von Wedell. Hannovers styrker slog 60.000 franskmænd i slaget ved Minden, men Frederik mistede alligevel halvparten af sin hær i slaget ved Kunersdorf. I slaget ved Maxen lykkedes det den østrigske general Daun at tvinge et preussisk korps med 13.000 mand til at overgive sig.
1760 blev endnu et dårligt år for Preussen, men ikke helt katastrofalt. Den preussiske general Fouque blev slået i slaget ved Landshut. Franskmændene tog Marburg, mens svenskerne tog dele af Pommern. Hannover sejrede over Frankrig i slaget ved Marburg, mens østrigerne tog Glatz i Schlesien. I slaget ved Liegnitz sejrede Frederik, selv om hans styrker var underlegne i forholdet tre til en. Russerne under general Totleben og østrigerne under general Lacy tog kontrol over Berlin i en kort periode. Mod slutningen af året sejrede Frederik i slaget ved Torgau.
I 1761 kom Spanien ind i krigen, da landet erklærede krig mod Storbritannien den 4. januar. I slaget ved Villinghausen slog Ferdinand af Braunschweig en fransk styrke på 92.000 mand. Russerne tog et større område i Pommern, mens østrigerne tog Schweidnitz.
På dette tidspunktet truede Storbritannien med at trække sin støtte til Preussen tilbage. Eftersom den preussiske hær var mindsket til 60.000 mand, var det klart, at afslutningen nærmede sig. Men 5. januar 1762 døde Elisabeth af Rusland, og den preussiskvenlige Peter 3. kom til magten. Han tilbød straks en fredsaftale, hvor Rusland trak sig ud af krigen.
Den sidste store træfning var slaget ved Freiberg den 29. oktober 1762 mellem Preussen og Østrig.

## Freden
Grænserne i Europa blev flyttet tilbage til situationen før krigen med traktaten i Hubertusberg af februar 1763. Dermed blev Preussens kontrol over Schlesien bekræftet. Preussen havde overlevet en krig med flere af sine naboer, som hver især var større. Dette betød, at Preussens indflydelse øgedes voldsomt på bekostning af det Tysk-romerske rige. Dette regnes som en del af starten til dannelsen af det forenede Tyskland.
Preusserne havde gentagne gange været tæt på et fuldstændigt nederlag, og havde alle fjenderne invaderet på samme tid er det tvivlsomt, om Frederik kunne have standset dem. Militært set var det ypperste i Frederiks krigsførelse ikke slagene, men udførelsen af de mange marcher imellem dem. Hans mobilitet blev stærkt beundret af Napoleon, som forsøgte at benytte samme strategi i sine felttog.